# 武装錬金
『武装錬金』（ブソウレンキン、英: Buso Renkin）は、和月伸宏による日本の漫画、またそれを原作とするアニメ作品。

## 概要
集英社『週刊少年ジャンプ』にて2003年30号から2005年21・22合併号まで連載された。単行本全10巻。2017年6月より全5巻の文庫版が刊行され、こちらには後日譚となる描き下ろし漫画『武装錬金 アフター アフター』が収録されている。
主人公が怪物ホムンクルスに襲われて落命した後、錬金術の力で蘇り戦士として戦いに身を投じる姿を描いている。和月は本作が自分の最後の少年漫画となると想定し、このジャンルで出来ることをすべて実行しようとした。日本国外では北アメリカ・ブラジル・フランス・ドイツ・イタリア・スペインで単行本が発行されている。
アニメ版は2006年から2007年にかけてテレビ東京系列にて放送された。製作はXEBEC。2009年にはFunimation Channelによって本作のアニメが北アメリカで放映された。本作はドラマCD化・小説化・ゲーム化なども行われており、様々な関連商品も発売された。
日本では武装錬金の単行本は300万部以上売り上げ、星雲賞コミック部門に推薦された。本作の漫画とアニメの評価については反響を参照。

## ストーリー
パピヨン一味との戦い
1 - 2巻、1 - 17話。新年度初め。
私立銀成学園高校の2年生・武藤カズキは、ある日の夜、廃工場で巨大な怪物に襲われていた少女を助けようとして命を落とす。しかし翌日彼は無傷で目を覚ます。携帯電話には「新しい命、大事にしなさい」と謎のメッセージがあった。
自分に起こった出来事を訝む彼の前に再び謎の怪物とともに謎の少女が現れた。カズキの新しい命「核鉄（かくがね）」、少女の謎の武器「武装錬金」、そして人食いの怪物「ホムンクルス」。謎の少女、津村斗貴子の口から語られるその言葉に、持ち前の正義感を発揮させたカズキは錬金の戦士として戦うことを決意した。
カズキは斗貴子と共にホムンクルスを創り出した創造主を探し始める。その途中で戦ったホムンクルスの攻撃によって斗貴子がホムンクルスにされる期限が迫る中、二人は創造主が蝶野攻爵であることを突き止める。カズキは自らホムンクルスとなった蝶野攻爵を倒し、斗貴子を救う。
LXE（超常選民同盟）との戦い
3 - 6巻、18 - 47話。1学期。
カズキの前に、斗貴子の上官である戦士長・キャプテンブラボーが現れ、自らの信念を疑うならば戦い続けろと語り、カズキは正式に錬金の戦士となる決意をする。 一方、Dr.バタフライ率いるLXE（超常選民同盟）は、パピヨンを修復して仲間に加え、ホムンクルスの食料源として銀成学園を狙う。LXEの信奉者でもある銀成学園の生徒・早坂姉弟はカズキ達を殺そうとするも敗れ、錬金戦団に保護される。カズキは正式に戦士の試験を受け、晴れてキャプテンブラボーから錬金の戦士と認められる。一方、パピヨンは事前に入手した核鉄を利用して離反する。
Dr.バタフライは「裏切りの戦士」を復活させるため、銀成高校をホムンクルス集団と共に襲い、学園を救うために駆け付けたカズキ達と戦う。そこに離反したパピヨンも現れ、Dr.バタフライを殺すが、裏切りの戦士・ヴィクターは復活を果たす。カズキはヴィクターに戦いを挑むが、自らに埋め込まれていた「黒い核鉄」によって「第三の存在」となった。黒い核鉄の力によって、カズキはヴィクターを撤退させることに成功する。
錬金戦団との戦い
6 - 9巻、49 - 73話。夏休み。
戦団本部から戻ってきたキャプテンブラボーは、海水浴で来た千葉県海豚海岸でカズキに、カズキは6週間で完全にヴィクター化すること、そして、それを阻止するためにカズキを再び殺さなければならないことを伝える。カズキはブラボーとの死闘の末に一度は敗れるが、斗貴子がエネルギーを提供したことによって復活する。一方、錬金戦団では来るべきヴィクター戦に備えると共に、戦士長・火渡率いる再殺部隊をカズキ再殺のために差し向ける。
同時期に現れた、斗貴子を慕う新米戦士・剛太は、戦士長・火渡と再殺部隊に出くわす。自分の慕う斗貴子も標的となったと知り、斗貴子を守るために剛太はカズキの逃避行に行動をともにする。 その頃、カズキが追われていることを知った桜花はパピヨンに接触し協力を要請、パピヨンもカズキを追い始める。
カズキのヴィクター化を阻止するべく、三人は斗貴子がカズキに埋め込むことになる核鉄を手に入れた横浜市の｢ニュートンアップル女学園｣を目指す。
カズキの生存を知ったキャプテン・ブラボーが、再殺部隊の一員としてカズキに追いつき決戦を始める。カズキの応援に駆けつけた斗貴子と剛太は機転を利かしブラボーの攻撃を無力化することに成功。互いに最後の一撃を繰り出し、ブラボーは敗北を認める。そこに戦士長・火渡が乱入し、無差別な攻撃を始める。大戦士長坂口が現れ何とか事態は収集するものの、ブラボーは火渡の攻撃で怪我を負い戦線を離脱する。
ヴィクターとの決戦
9巻。74 - 79話＋ファイナル。夏休み。
錬金戦団はヴィクターを捕捉し、全資源を投入してヴィクターとの決戦に入るために、カズキの再殺任務を一時中断した。錬金戦団との追跡劇に終止符を打ち、カズキ達はニュートンアップル学園の調査に乗り出し、そこでヴィクターの妻アレキサンドリアと娘ヴィクトリアと接触する。アレキサンドリアは残るNo.IIの黒い核鉄を基盤（ベース）とし、黒い核鉄の効果を無力化し、ヴィクターを元に戻す白い核鉄を1つだけ精製していた。
第3段階へと進んだヴィクターはあまりにも強大で、太平洋上で戦いを挑んだ錬金戦団を圧倒する。そこへカズキ達が到着した。カズキはヴィクターの「黒い核鉄」の上に「白い核鉄」が被せ、人間化しようとするもヴィクターの力が強すぎるため失敗に終わる。そこで、カズキはヴィクターを突き上げて月へと辿り着き、そこで戦いを挑む。
後日談
10巻。ピリオド・アフター。カズキとヴィクターが月に消えてから一ヵ月後以降。
地球へと帰還したカズキはパピヨンの制作した白い核鉄で人間に戻る。ヴィクターもまた、「白い核鉄」で元の人間の姿へと戻っていた。ヴィクターはホムンクルス化し、ヴィクトリアら生き残ったホムンクルスを連れて月へと渡った。そして錬金戦団は活動を一時凍結した。
決着の後、カズキに見逃されたパピヨンは都市伝説となり、「パピヨン」の名で人々に呼ばれ続ける日常を謳歌していた。カズキと斗貴子もまた銀成市へと戻り、戦いのない日常の日々へと帰ってきた。

## 設定・用語
核鉄（かくがね）
錬金術が生み出した超常の合金。錬金術を用いた戦術兵器の開発の産物であり、人造生命研究の産物であるホムンクルスと並ぶ錬金術の力。見た目は片手に収まるほどの大きさをした六角形の金属塊だが、精神の深層にある本能に反応し超常の力を発揮する。なお、破壊された核鉄はひびが入り一時的に使用不可能となるが、時間が経過すれば自動で修復される。製造工程および素材は（特殊核鉄を除いて）劇中には登場せず不明。
核鉄の真価は、使用者の闘争本能に呼応し展開、使用者独自の形と特性を持った「武装錬金」へと変化することにあり、現代科学の力を遥かに越えた力を発揮する。本能に働きかけることで所有者の治癒力などをある程度高められるが、多用は身体を酷使し寿命を縮める結果になるなど弊害もある。
全部で100個あるとされ、シリアルナンバーがローマ数字で I (1) - C (100) まで振られている。シリアルナンバーは重複することはないが、どのナンバーの核鉄も同じ形状・質量・機能を持ち、違いは無い。
黒い核鉄
シリアルナンバー I - III の3つの核鉄を用いて100年ほどの前に創られた漆黒の核鉄。従来の核鉄の機能を高めると共に、万能装置「賢者の石」を製造する実験を兼ねて作られた。武装錬金を創造する際、普通の核鉄が幾何学的な構造体を露出するのに対し、粘着性のある構造体を露出するなどの特徴がある。当時最強の戦士だったヴィクター・パワードが致命傷を負った際、救命するために心臓代わりに移植されるが、人間はおろかホムンクルスすら喰うことが可能な「第三の存在」と変貌させる力があることが判明し、その後黒い核鉄の製法技術は失われた。
後世には核鉄が心臓の代わりになるという部分のみが伝わっており、これを聞いていた斗貴子は死亡したカズキを蘇生させるためにニュートンアップルで入手した70番（に偽装されていた3番の黒い）核鉄を移植。これが物語の起点となっている。
白い核鉄
黒い核鉄の力と反対の力を放ち、黒い核鉄の力を中和して無効化、ヴィクター化した人間を元に戻すことが出来る核鉄。作中では、アレキサンドリア・パワードがシリアルナンバーIIの黒い核鉄を用いて白い核鉄を製造している他、後にパピヨンと錬金戦団がそれぞれ1個ずつ製造に成功している。ヴィクター化した人間を元に戻した場合、核鉄が複数その人物の内部に残留することになるが、それが人間としての身体機能・戦闘能力・武装錬金の発現等に与える影響の有無やその程度などは不明である（小説版においてはカズキの武装錬金は「サンライトハート改」で固定されている）。
ライナーノートによると、元々は「紅い核鉄」として考られていたらしい（現在の色になったのはスケジュール上の問題で、スクリーントーン処理をする時間がなかったため）。
特殊核鉄
PS2ゲーム「ようこそパピヨンパークへ」にて登場。核鉄の力を増幅させる特殊鉱物「パピヨニウム」を合成して精製された核鉄。ソウヤが「任務」のためにパピヨンに精製を依頼した。「現代」のパピヨンが精製した特殊核鉄は全部で21個。通常の核鉄とはデザインが異なり、蝶々のマークが印されている。武装錬金の能力や使用者の身体能力を強化させる効果を持ち、21個すべてが異なる効果を持つ（防御力アップ、攻撃力アップなど）。あくまで武装錬金を強化するための核鉄であり、この特殊核鉄単体で武装錬金を発動させることはできないようである。一人が同時に使えるのは三つまで。ソウヤの元いた世界ではさらに大量の特殊核鉄が製造されていたらしい。
武装錬金（ブソウレンキン）
核鉄が使用者の本能に呼応し展開することで創造される武器。武装錬金は武器や防具だけでなく、粉末タイプや風船タイプ、動物型等の自動人形（オートマトン）や潜水艦やミサイル、はては巨大ロボットといった近代兵器など様々な形状を成し、物理学・化学などの諸法則を超越した特性を持つ。体積・質量などは元の核鉄より遥かに増大することもあるが、創造者の意思か、武装錬金が完全破壊されることで、元の核鉄に瞬時に戻すことも可能。
創造者の潜在能力・闘争本能に応じて形と特性が形成されるため、創造者ごとに異なった武装錬金が形成される。そのため同じ人間が複数の核鉄から武装錬金を創造する（W武装錬金）を除いて、同一の武装錬金は存在しない。ただし、まひろのように闘争本能がないものが創造者である場合は、創造後すぐに核鉄に戻ってしまう。
武装錬金は解除後にも核鉄にデザインが蓄積され、前の武装錬金のデザインは別の武装錬金を創造した際に最大で50％継承される。そのため個々の核鉄によって色や形状等がわずかに異なる武装錬金（アナザータイプ）が形成されるが、特性・性能等は変わらない。基本的には最初にその武装錬金を展開した核鉄がオリジナルとされ、それ以外のものがアナザータイプとなる。
本項の各登場人物の武装錬金は、「武装錬金の登場人物」の項にて、「武装錬金名 / モチーフの武器 / 核鉄のシリアルナンバー / 使用者」で表記。
使用者が分かっている武装錬金は武装錬金の登場人物参照。
ホムンクルス
錬金術の人造生命の研究の産物。核鉄と並ぶ錬金術の力。本来は錬金術における人工生命体を指す言葉。
ホムンクルス生成には、なんらかの生物の細胞を専用の装置を用いて培養することで胎児のような寄生体を作り出すことから始まる。これは密閉された空間以外では一日も生きられない脆弱なモノだが、寄生体を人間の脳に寄生させると、寄生体は人間の精神・肉体を乗っ取ると共に人間の身体を変質させ同化、ホムンクルスとして生まれ変わる。
ホムンクルスは本体のベースとなった生物の本能と、本体の犠牲になった人間の知性を備えた存在であり、知能は高い。また、肉体は人間を超えるパワーと再生能力を備え、錬金術の力以外受け付けない不老不死的な存在とされる。ただし本能が自身の肉体を使う動物の物であるため、武装錬金を展開させることは出来ない。寄生した人間の姿から、ベースとなった生物の形状の機械的な身体への変形が可能であり、その際はさらに能力が高まる。身体のどこかにある「章印（しょういん）」と呼ばれるマークが弱点であり、破壊されると死に至る。
ホムンクルスには嗜好以上に本能として人間を喰うという衝動がある。これは本体の犠牲となった「人間」の部分が元に戻ろうとする本能的な未練が原因であろうと劇中では説明されている。そのためか、精神的にも「人間をやめる」という行為を完遂したパピヨンだけはこの衝動が発生していない（捕食能力は存在）。
食人衝動を持つホムンクルス単体で人間社会に潜み続けることは非常に困難であり、作中のL.X.E.のように「群れ」で行動するのが常である。その際、ホムンクルス以外の人間を配下におくことがあり「信奉者」と呼ばれる。彼らのうち財力や権力のあるものはそれらの力の提供、特別なものを持たないものは労働力として使われる。「餌」と間違えないために、「信奉者」は蛍光剤のペイントで章印を描いている。
人間型ホムンクルス
寄生体のベースとなる生物の細胞に人間を用いたホムンクルス。寄生体のベースに寄生される人間の細胞を使うことで寄生体を「分身」としているため、精神は動植物型と違って殺されることなく同化して残り、肉体のみがホムンクルスへと変貌する（ただし食人衝動は動植物型同様発生する）。
動植物をベースにしたモノと異なる点として、人間の姿のままで大きな力を使うことが可能で、手の平から人間を一瞬にして喰らうことが出来る。また、本能が人間のままであるため、核鉄を用いることで武装錬金を発動させることも可能である。また、「章印」の位置も頭部にあることが多い動植物型と異なり、左胸で統一されている。
ヴィクター
黒い核鉄を心臓の代わりに胸部に埋め込まれ豹変した人間。人間でもホムンクルスでもない「第三の存在」。最初に発現したヴィクター＝パワードに由来する。
蛍火の髪と赤銅色の肌を持つ。ヴィクター化した人間は、ホムンクルスを超える圧倒的なパワー・スピード・驚異の再生能力・飛行能力・宇宙空間での活動能力などを得る反面、周囲の生物から生命力（エネルギーだけの場合と、切断された腕部などの物質をエネルギーに変換して吸収する場合がある）を自動的に吸い取り、自身のエネルギーとする「エネルギードレイン」という生態を得てしまう（ドレイン自体は「生態」であるため自身の意志で止めることは不可能だが、程度の調整は可能。自身のエネルギーが十分な場合は発動しないこともある）。一度ヴィクター化した者は、当初は闘争本能による黒い核鉄の励起によって容姿の変化・エネルギードレイン発動が起き、精神安定で元に戻る、という状態が42日前後続く（=状態の安定しない「第一段階」）。一定期間が過ぎると、黒い核鉄と肉体が完全に融合し自身の意思では人間の姿へ戻れなくなる（=「第二段階」への進行）。さらにある程度の期間が経過すると黒い核鉄の力が強まり、肌が赤銅色に更に黒を帯びた色へと変化し、さらに強力な力を持つ「第三段階」へと進行する。
錬金戦団
ホムンクルスの殲滅、世界中に散った核鉄の管理･回収、賢者の石の精製、その他あらゆる錬金術の管理を主な目的とする秘密結社。錬金戦団の戦士を錬金の戦士と言う（各武装錬金については登場人物および使用者不明の武装錬金を参照）。世界各国に支部があり、各方面に巨大な権限も有しているらしい。しかし、100年以上前のヴィクター殲滅戦の際は、本来ホムンクルスを殲滅するはずの戦団自身がヴィクター抹殺のためにホムンクルスを作り、あまつさえそのヴィクターの娘のヴィクトリアまでをも無理矢理ホムンクルスに変えると言う腐敗振りが見られた。ヴィクターとの最終決戦後、坂口照星の立案によってホムンクルスの再人間化の研究と、核鉄の管理・回収の二つのみを継続する形で段階的に活動を凍結された。

## 制作
和月伸宏は武装錬金を彼が描く最後の少年漫画として描き始めた。和月は少年漫画に求めていたすべてを武装錬金に組み込もうとした。戦闘シーンを描く際に予想外に苦労し、コミカル要素にも苦心したと和月は述べた。武装錬金はいくつかの情報源を元に描かれている。和月自身の作品である『るろうに剣心』・『GUN BLAZE WEST』やアメリカン・コミックス、その他の映画・アニメ・漫画なども参考にされている。錬金術を作中で扱っているのにもかかわらず、作品の序盤では賢者の石に関する言及が避けられている。これは、他の作品からの盗用と非難されるかもしれないと和月が考えたからである。結局、作中で賢者の石について言及したが、それが一般知識であることを和月は述べた。連載期間中に和月は重い風邪に4回罹り、最後の風邪を引いた際は、週刊少年ジャンプに送るべき章を和月は描き終えることができなかった。

## メディア

### 漫画
武装錬金は和月伸宏によって創作され、集英社の週刊少年ジャンプ上で2003年6月23日から2005年4月25日まで連載された。1話から79話までが週刊少年ジャンプ上で連載され、「武装錬金ファイナル」・「武装錬金ピリオド」という話が集英社の『赤マルジャンプ』に掲載された。2004年1月5日から2006年4月4日にかけて、集英社は本作の単行本を10冊発行した。北アメリカでは、ビズメディアが10冊の単行本を2006年8月1日から2008年2月5日にかけて発行した。武装錬金はその他各国でライセンス供与された。ブラジルではJBC出版社、フランスではグレナ、ドイツではTOKYOPOP、イタリアではPanini Comics、スペインではPlanetaがライセンス供与を受けた。
1. 『新しい命』 2004年1月5日発売 4-08-873557-9
2. 『FADE TO BLACK』 2004年4月2日発売 4-08-873587-0
3. 『もしキミが自分を偽善と疑うなら』 2004年7月2日発売 4-08-873630-3
4. 『カーニバル[祭]』 2004年9月3日発売 4-08-873651-6
5. 『a friend of everybody』 2004年11月4日発売  4-08-873670-2
6. 『新たなる任務』2005年2月4日発売 4-08-873696-6
7. 『逃避行開始』2005年4月4日発売 4-08-873780-6
8. 『大事な存在を死守せんとする強い意志』2005年7月4日 4-08-873820-9
9. 『BOY MEETS BATTLE GIRL』2005年11月4日 4-08-873851-9
10. 『ピリオド』2006年4月4日 4-08-874019-X エンバーミング-DEAD BODY and BRIDE-収録

### CD
集英社は武装錬金のドラマCDを2つ発売した。2005年5月26日に第1弾が、2006年10月6日に第2弾が発売された。Geneon Universal Entertainmentは2007年1月25日に、武装錬金アニメ版のサウンドトラックCDを発売した。Geneon Universal Entertainmentは、ラジオドラマ・オープニングテーマ・エンディングテーマなどを収録した『武装錬金EXPERT-CD』を2つ発売した。『武装錬金EXPERT-CD1』は2007年3月28日に発売され、『武装錬金EXPERT-CD2』は2007年6月8日に発売された。

### その他
黒崎薫著・和月伸宏絵の小説2冊（『武装錬金//（ダブルスラッシュ）』・『武装錬金/Z（スラッシュゼータ）』）が集英社のジャンプ ジェイ ブックスレーベルから刊行されている。『武装錬金//』は2006年10月30日に、『武装錬金/Z』は2007年5月25日に発行された。2007年5月2日には『オフィシャルガイドブック 武装錬金∞（インフィニティ）』が発行された。ニンテンドーDS向けの格闘ゲームである『ジャンプスーパースターズ』・『ジャンプアルティメットスターズ』には、武装錬金の登場人物が出演している。2007年6月28日には、マーベラスインタラクティブからPlayStation 2向けに『武装錬金 ようこそパピヨンパークへ』というゲームが発売された。日本国内では、アクションフィギュア・Tシャツ・トレーディングカードゲーム・キーホルダー・ストラップなどの商品が発売された。2007年9月9日には、東京都内で「パピヨンフェスタ」というイベントが行われた。スマートフォン向けゲーム『週刊少年ジャンプ 実況ジャンジャンスタジアム』や『ジャンプチ ヒーローズ』に武装錬金登場人物が出演している。
1. 『武装錬金//』2006年10月27日発売 ISBN 4-08-703171-3
2. 『武装錬金/Z 夢みた楽園』2007年5月26日発売 ISBN 4-08-703180-2

## 反響
日本では武装錬金の単行本は300万部以上が売れた。北アメリカではNielsen BookScanのベストセラーグラフィックノベルランキングで第1巻が取り上げられた。Publishers Weeklyによれば、本作の第4巻は2007年5月で7番目に多く売れた漫画である。2007年には本作は優れたSF漫画として星雲賞コミック部門に推薦された。
漫画の批評には賛否両論がある。批評家の多くは絵の質がいいことに合意しており、「鮮明」・「堅実」・「明瞭で巧み」と表現している。武装錬金の他の面については批評家の意見は分かれている。敵のデザインについては、Manga LifeのMichael Aronsonは称賛したが、Anime News Network(ANN)のCarlo Santosは酷評し、武装錬金自体が「読んで楽しいものではなく、見たくもないもの」と述べた。Active Animeに寄稿しているSandra Scholesはストーリーに関心を抱き、またアクションシーンを称賛した。Comic Book BinのLeroy Douresseauxは本作を「ドラゴンボールZとナルトを混ぜあわせ、不気味さで満たしたようなもの」と評した。
Aronsonは物語の説明とアクションには明瞭さが必要だと主張した。Sequential TartのLeigh Dragoonは武装錬金は陳腐で何かの派生作品のようだと述べ、キャラクターは「完璧に忘れ去られる」造形だとした。反対に、Sequential Tartに寄稿するPatti Martinsonは、キャラクターが「個性的で面白い」と述べた。Martinsonはまた、プロットを追うのは困難ではないが複雑であると指摘し、話を広げるたくさんのネタが盛り込まれているとも述べた。Holly Ellingwoodは最終巻を褒め称え、前巻までの内容を上手くまとめてあり、結末は驚くべきものだったと述べた。
アニメに関する批評はほとんどが否定的なものだった。ANNの批評家であるZac Bertschyは、武装錬金は何ら特別なものではなく「使い古されたプロットの博覧会」だと批判した。ANNに寄稿するLuke Carrollは、武装錬金は冴えない作品であるが、日常生活を描いた場面はもう少し耐えられると述べた。ANNのCarl Kimlingerは武装錬金のアニメは少年向けバトル作品の公式に従っていると述べた一方、ヒロイン・斗貴子の性格描写によりこの作品が特徴付けられているとした。Kimlingerはまた、プロットのねじれをかなり改善するやり方について賞賛した。UK Anime NetworkのAndy Hanleyも同様に作品の序盤は冴えないと述べたが、二期以降はかなり優れた試みがなされていると評価した。MANIAのChris Beveridgeはユーモアと明るい面のバランス性を褒め、月並みで明らかなアイディアを採用しながらもそれを魅力的で面白い方法で表現していると述べた。

## テレビアニメ
| 原作                            | 和月伸宏                              |
| 企画                            | 鳥嶋和彦・川村明廣 雲出幸治・下地志直 |
| ストーリー協力                  | 黒碕薫                                |
| シリーズ構成                    | 大和屋暁                              |
| 監督                            | 加戸誉夫                              |
| キャラクターデザイン 総作画監督 | 高見明男・加藤はつえ                  |
| 武器デザイン                    | 松村拓哉                              |
| プロップデザイン                | 近岡直                                |
| 美術監督                        | 渡辺佳人                              |
| 色彩設定                        | 伴夏代                                |
| 撮影監督                        | 広瀬勝利                              |
| 編集                            | 坂本久美子                            |
| 音響監督                        | 高寺たけし                            |
| 音響制作                        | HALF H・P STUDIO                      |
| 音楽                            | 田中公平                              |
| プロデューサー                  | 大好誠・中山信宏 池田慎一・米桝博之   |
| 制作                            | XEBEC                                 |
| 製作                            | 武装錬金製作委員会                    |

日本では武装錬金のアニメ版がテレビ東京系列で放映された。アニメ版は加戸誉夫が監督を担当し、XEBECが制作を行った。アニメ版は2006年10月5日から2007年3月29日まで放映された。アニメ版の各話を収録した9つのDVDが、2007年1月25日から2007年9月21日にかけてGeneon Universal Entertainmentから発売された。2009年11月26日には26話すべてを収録したDVDボックスが発売され、2013年2月27日に再発売された。
2007年12月8日にビズメディアは英語吹き替え版を収録したDVDを発売すると発表した。1話から13話までを収録した1つ目のDVDは2008年4月29日に発売された。14話から26話までを収録した2つ目のDVDは2008年10月7日に発売された。2009年4月27日にはFunimation Channelで武装錬金のアニメ版が初放映された。2009年12月20日には、1話から3話までがHuluとビズメディアのポータルサイトで公開された。その後は毎週2話ずつ公開され、2010年3月8日には最終話が公開された。2012年10月2日からは、Neon Alleyでアニメ版のストリーミング放送が始まった。
| DVD情報 | DVD情報       | DVD情報                        | DVD情報 | DVD情報 |
| No.     | 発売日付      | オーディオコメンタリー         | 特典 |         |
| ------- | ------------- | ------------------------------ | --- | ------- |
| 1       | 2007年1月25日 | 第1話（福山潤・柚木涼香）      | 予約先着特典『蝶サイコー!ディスク』（特典映像を収録したDVD） |         |
| 2       | 2007年2月23日 | 第5話（柚木涼香・平野綾）      | 初回特典 DVD-BOX1（和月伸宏描きおろしイラストで、DVD1巻から5巻までが収録可能） |         |
| 3       | 2007年3月28日 | 第6話（福山潤・真殿光昭）      | |         |
| 4       | 2007年4月25日 | 第11話（生天目仁美・谷山紀章） | |         |
| 5       | 2007年5月25日 | 第13話（真殿光昭・平野綾）     | |         |
| 6       | 2007年6月22日 | 第15話（福山潤・小山力也）     | 初回特典 - 武装錬金ラジオ ディレクターズカットCD - DVD-BOX2（和月伸宏描きおろしイラストで、DVD6巻から9巻までが収録可能） - 武装錬金イベント参加申し込み応募券 予約先着特典 - アニメ描き下ろし非売品ポスター |         |
| 7       | 2007年7月25日 | 第19話（柚木涼香・川田紳司）   | |         |
| 8       | 2007年8月24日 | 第22話（福山潤・川田紳司）     | |         |
| 9       | 2007年9月21日 | 第26話（福山潤・柚木涼香）     | |         |

オープニングテーマである「真赤な誓い」は、作詞を福山恭子が務め、福山芳樹が作曲・編曲・ボーカルを務めた。エンディングテーマの1つである「ホシアカリ」は、作詞をManami Watanabeが、作曲をYoshiaki Dewaが、編曲をYoshiaki Dewa・Zentaro Watanabeが務めた。ボーカルを務めたのは樹海である。もう1つのエンディングテーマである「愛しき世界」は、作詞・ボーカルを加々美亜矢が、作曲・編曲を澤口和彦が務めた。
武装錬金ドットコムのサイト上でネットラジオが放送された（全17回）。

### 諸元
| 話数 | サブタイトル             | 脚本     | 絵コンテ       | 演出         | 作画監督                   | 総作画監督          |
| ---- | ------------------------ | -------- | -------------- | ------------ | -------------------------- | ------------------- |
| 1    | 新しい命                 | 大和屋暁 | 加戸誉夫       | 長澤剛       | 高見明男                   | -                   |
| 2    | ホムンクルスの正体       | 大和屋暁 | DOJAG-A-GEN    | 黒田幸生     | 清水泰夫                   | 高見明男            |
| 3    | キミは少し強くなった     | 小出克彦 | つるやまおさむ | 安藤健       | 花井宏和                   | 加藤はつえ          |
| 4    | もう一つの新しい命       | 下山健人 | うえだしげる   | うえだしげる | 岡勇一                     | 高見明男            |
| 5    | 守るべき人のために       | 下山健人 | DOJAG-A-GEN    | 黒田幸生     | 清水泰夫                   | 高見明男            |
| 6    | 黒死の蝶                 | 千葉克彦 | 高山功         | 森宮崇佳     | 青井清年 森前和也          | 加藤はつえ 高見明男 |
| 7    | もし君が偽善と疑うのなら | 大和屋暁 | つるやまおさむ | 高山功       | 松村拓哉                   | 高見明男            |
| 8    | 寄宿舎の夜               | 小出克彦 | DOJAG-A-GEN    | 黒田幸生     | 清水泰夫                   | 高見明男            |
| 9    | 早坂姉弟                 | 下山健人 | つるやまおさむ | 吉田俊司     | 沼田誠也                   | 加藤はつえ 高見明男 |
| 10   | 君と俺は相性がいい       | 大和屋暁 | 榎本明広       | 榎本明広     | 岡勇一                     | 高見明男            |
| 11   | 死が二人を別つまで       | 大和屋暁 | DOJAG-A-GEN    | 黒田幸生     | 清水泰夫                   | 高見明男            |
| 12   | カーニバル               | 大和屋暁 | 長澤剛         | 長澤剛       | 加藤雅之                   | 高見明男            |
| 13   | 死の胎動                 | 下山健人 | 高山功         | 吉本毅       | 沼田誠也                   | 高見明男 加藤はつえ |
| 14   | キミは誰だ?              | 小出克彦 | 友田政晴       | 高山功       | 松村拓哉                   | 高見明男            |
| 15   | 中間の存在               | 小出克彦 | DOJAG-A-GEN    | 黒田幸生     | 清水泰夫                   | 高見明男            |
| 16   | 新たなる力               | 大和屋暁 | うえだしげる   | うえだしげる | 岡勇一                     | 高見明男            |
| 17   | 夜が明けたら             | 千葉克彦 | つるやまおさむ | 安藤健       | 花井宏和                   | 高見明男            |
| 18   | 逃避行                   | 大和屋暁 | 阿部雅司       | 高橋秀弥     | 近岡直                     | 高見明男            |
| 19   | 君さえ守れれば           | 下山健人 | DOJAG-A-GEN    | 黒田幸生     | 清水泰夫                   | 高見明男            |
| 20   | 想いと力を込めて         | 小出克彦 | つるやまおさむ | 孫承希       | 高見明男                   | -                   |
| 21   | GONE INTO FLAME          | 千葉克彦 | 長澤剛         | 長澤剛       | 松村拓哉 加藤はつえ        | 高見明男            |
| 22   | 決断を要す               | 大和屋暁 | 高山功         | 黒田幸生     | 清水泰夫                   | 高見明男            |
| 23   | BOY MEETS BATTLE GIRL    | 下山健人 | つるやまおさむ | 高島大輔     | 清水祐実 谷川政輝 海堂浩幸 | 高見明男            |
| 24   | キミが死ぬ時が私が死ぬ時 | 下山健人 | DOJAG-A-GEN    | 黒田幸生     | 清水泰夫                   | 高見明男            |
| 25   | 代わりなどいない         | 大和屋暁 | 加戸誉夫       | 筑紫大介     | 近岡直                     | 高見明男            |
| 26   | ピリオド                 | 大和屋暁 | 加戸誉夫       | 長澤剛       | 高見明男                   | -                   |

| 放送地域       | 放送局         | 放送期間                       | 放送日時                     | 放送系列       | 備考             |
| -------------- | -------------- | ------------------------------ | ---------------------------- | -------------- | ---------------- |
| 関東広域圏     | テレビ東京     | 2006年10月5日 - 2007年3月29日  | 木曜 1:00 - 1:30（水曜深夜） | テレビ東京系列 |                  |
| 愛知県         | テレビ愛知     | 2006年10月5日 - 2007年3月29日  | 木曜 1:28 - 1:58（水曜深夜） | テレビ東京系列 |                  |
| 大阪府         | テレビ大阪     | 2006年10月5日 - 2007年3月29日  | 木曜 1:30 - 2:00（水曜深夜） | テレビ東京系列 |                  |
| 福岡県         | TVQ九州放送    | 2006年10月9日 - 2007年4月2日   | 月曜 2:45 - 3:15（日曜深夜） | テレビ東京系列 |                  |
| 北海道         | テレビ北海道   | 2006年10月10日 - 2007年4月3日  | 火曜 1:30 - 2:00（月曜深夜） | テレビ東京系列 |                  |
| 岡山県・香川県 | テレビせとうち | 2006年10月12日 - 2007年4月5日  | 木曜 1:58 - 2:28（水曜深夜） | テレビ東京系列 |                  |
| 日本全域       | AT-X           | 2006年12月23日 - 2007年6月16日 | 土曜 10:00 - 10:30           | CS放送         | リピート放送あり |